# Rhodoleptus femoratus
Rhodoleptus femoratus är en skalbaggsart som först beskrevs av Schaeffer 1909.  Rhodoleptus femoratus ingår i släktet Rhodoleptus och familjen långhorningar. Inga underarter finns listade i Catalogue of Life.